# V.T.Marvin
V.T.Marvin je pražská punková skupina, založená v roce 1990. Nejvýraznější osobností kapely je zpěvák Kuláč. V kapele se vystřídalo mnoho hudebníků, stálicí je zakládající člen, basák Michal Čedok (Čadek) Svoboda. Po letech se do kapely vrátil druhý zakládající člen, bubeník a Čedokův bratr Petr Marvin Svoboda.
Jedná se o jednu z nejdéle hrajících porevolučních punkových kapel.

## Současná sestava 2024-2025
- Marek Demner (Kuláč aka Miki Čort) - zpěv, výskoky
- Michal Svoboda (Milovoj Čadek aka Čedok) - basa, zpěv ( bratr Marvina)
- Marek Svoboda - kytara, popěvky ( není příbuzný s nikým z ostatních Svobodů)
- Petr Svoboda (Marvin) - bicí ( bratr Čedoka)

## Diskografie

### Řadová alba
- 2018 Není důležité vyhrát, ale prohrát
- 2014 Nadělení
- 2011 Neposlušní tenisti
- 2004 CD 5 / Poloprofesionálové
- 2002 Přirození
- 1997 Namaluj čerta na zeď
- 1995 DSPSN

### Dema
- 1999 Kvartet malého miharika
- 1995 Vesele, vesele aneb co umíme z rádia
- 1994 Nonstop
- 1992 Jesus fool I'am
- 1992 Vysrat takovýdle akce!
- 1991 Problitá noc 200891
- 1991 1991

## Zajímavosti
Název si skupina dala podle myšáka jménem Velký Tvrdý Marvin z animované pohádky Velká sýrová loupež (ČSSR/NSR 1986).